# گمینا پولانوو
گمینا پولانوو (به لهستانی:  Gmina Polanów) یک گمینا در لهستان است که در شهرستان کوشالین واقع شده‌است. گمینا پولانوو ۳۹۳٫۰۸ کیلومتر مربع مساحت و ۹٬۱۹۴ نفر جمعیت دارد.